# Politique monétaire conventionnelle
La politique monétaire conventionnelle est l'ensemble des politiques monétaires prises par les banques centrales dans leur fonctionnement normal. Anciennes, on les oppose aux politiques monétaires non conventionnelles.

## Concept
La politique monétaire conventionnelle renvoie à tous les instruments dont une banque centrale dispose par défaut pour mener à bien ses missions, qui sont d'ordinaire des missions de stabilité des prix et de croissance économique. Les outils conventionnels sont, notamment, les taux directeurs, les opérations d'open market et les réserves obligatoires.
Les politiques conventionnelles ont permis d'atteindre, pendant des décennies, les objectifs habituellement donnés aux banques centrales. Ces banques se sont appuyées sur le keynésianisme pour manier ces outils. Toutefois, les politiques monétaires conventionnelles fonctionnent avant tout par temps calme. De fait, l'articulation des politiques monétaires conventionnelles et non conventionnelles fait aujourd'hui l'objet d'un policy-mix en soi.

## Historique

### Politique monétaire conventionnelle avant la libéralisation des marchés financiers
L'absence de marché financier profond conduit les pays européens, jusqu'aux années 1980, à faire reposer leurs politiques monétaires conventionnelles sur des méthodes ad hoc de contrôle administratif, c'est-à-dire fixées par la puissance publique. L'encadrement du crédit en fait partie : la banque centrale fixait les limites de crédits que les banques pouvaient créer. Cela est supprimé en 1987, afin de permettre aux banques centrales de survivre dans le cadre de la financiarisation de l'économie (qui rendait le crédit bancaire moins nécessaire), et pour permettre le financement de jeunes entreprises. L'encadrement du crédit, en effet, conduisait les banques à privilégier les grandes entreprises qu'elles connaissaient déjà.
Le contrôle des changes est le deuxième volet du contrôle administratif. Il consiste à la limitation, ou à l'interdiction, de certaines opérations de change ou de mouvements de capitaux vers l'étranger. Cela devait assurer la stabilité du cours de la monnaie. Cette politique est mise en place en 1939. Elle permettait de réglementer l'achat et la vente de devise étrangère par les ressortissants.

### Politique monétaire conventionnelle après la libéralisation des marchés
Les politiques monétaires mutent dans les années 1980 du fait de la libéralisation des marchés financiers. Dès lors, les politiques monétaires conventionnelles auront plus recours que par le passé à des opérations de marché.

## Outils

### Taux directeurs
La gestion des taux directeurs est l'instrument principal de la politique monétaire conventionnelle. Il s'agit de taux appliqués aux banques commerciales qui empruntent ou déposent de la monnaie auprès de la banque centrale. La banque centrale peut ainsi influencer le coût (ou au contraire, la rémunération) du crédit des banques.

### Opération d'open market
La banque centrale peut pratiquer des opérations d'open market. Le terme recouvre des opérations assez diverses, qui vont d'opérations de cession temporaire à des opérations d'échange de devises, en passant par la reprise de liquidités en blanc.

### Réserves obligatoires
Les réserves obligatoires font référence au taux de réserves que la banque centrale contraint les banques qu'elle supervise d'assurer. La banque centrale peut manier le taux de réserves obligatoires pour contraindre les banques à conserver une plus grande partie de leurs ressources en sécurité, ce qui réduit alors l'offre de crédit. Dans le cas où la banque centrale souhaite stimuler l'offre de crédit, alors elle peut abaisser les réserves obligatoires. Cet outil est peu utilisé en Europe aujourd'hui.